# Just Dance 2022
Just Dance 2022 är ett dansspel utvecklad av Ubisoft. Det presenterades på E3 2021 som det trettonde spelet i huvudserien, och släpptes 4 november 2021 till Nintendo Switch, Playstation 4, Playstation 5, Xbox One, Xbox Series X och Series S och Google Stadia.

## Låtar
Följande låtar förekommer i spelet:
| Sång                              | Artist                                                | År   |
| --------------------------------- | ----------------------------------------------------- | ---- |
| "À la Folie (Just Dance Version)" | Julien Granel och Lena Situations                     | 2021 |
| "Baianá"                          | Bakermat                                              | 2019 |
| "Believer"                        | Imagine Dragons                                       | 2017 |
| "Black Mamba"                     | Aespa                                                 | 2020 |
| "Boombayah"                       | Blackpink                                             | 2016 |
| "Boss Witch"                      | Skarlett Klaw (Doja Cat)                              | 2020 |
| "Build a B****"                   | Bella Poarch                                          | 2021 |
| "Buttons"                         | The Pussycat Dolls och Snoop Dogg                     | 2006 |
| "Chacarron"                       | El Chombo                                             | 2005 |
| "Chandelier"                      | Sia                                                   | 2014 |
| "China"                           | Anuel AA, Daddy Yankee, Karol G, Ozuna och J Balvin   | 2019 |
| "Don't Go Yet"                    | Camila Cabello                                        | 2021 |
| "Flash Pose"                      | Pabllo Vittar featuring Charli XCX                    | 2019 |
| "Freed from Desire"               | Gala                                                  | 1996 |
| "Funk"                            | Meghan Trainor                                        | 2020 |
| "Girl Like Me"                    | Black Eyed Peas och Shakira                           | 2020 |
| "Good 4 U"                        | Olivia Rodrigo                                        | 2021 |
| "Happier Than Ever"               | Billie Eilish                                         | 2021 |
| "Human"                           | Sevdaliza                                             | 2016 |
| "I'm Outta Love"                  | Anastacia                                             | 2000 |
| "Jerusalema"                      | Master KG featuring Nomcebo Zikode                    | 2019 |
| "Jopping"                         | SuperM                                                | 2019 |
| "Judas"                           | Lady Gaga                                             | 2011 |
| "Koi"                             | Gen Hoshino                                           | 2016 |
| "Last Friday Night (T.G.I.F.)"    | Katy Perry                                            | 2011 |
| "Level Up"                        | Ciara                                                 | 2018 |
| "Levitating"                      | Dua Lipa                                              | 2020 |
| "Love Story (Taylor's Version)"   | Taylor Swift                                          | 2021 |
| "Mood"                            | 24kGoldn featuring Iann Dior                          | 2020 |
| "Mr. Blue Sky"                    | The Sunlight Shakers (Electric Light Orchestra)       | 1978 |
| "Nails, Hair, Hips, Heels"        | Todrick Hall                                          | 2019 |
| "Pop/Stars"                       | K/DA featuring Madison Beer, (G)I-dle och Jaira Burns | 2018 |
| "Poster Girl"                     | Zara Larsson                                          | 2021 |
| "Rock Your Body"                  | Justin Timberlake                                     | 2003 |
| "Run the World (Girls)"           | Beyoncé                                               | 2011 |
| "Save Your Tears (Remix)"         | The Weeknd och Ariana Grande                          | 2021 |
| "Smalltown Boy"                   | Bronski Beat                                          | 1984 |
| "Stop Drop Roll"                  | Ayo & Teo                                             | 2021 |
| "Sua Cara"                        | Major Lazer featuring Anitta och Pabllo Vittar        | 2017 |
| "Think About Things"              | Daði Freyr (Daði och Gagnamagnið)                     | 2020 |
| "Waterval"                        | K3                                                    | 2021 |
| "You Can Dance"                   | Chilly Gonzales                                       | 2010 |
| "You Make Me Feel (Mighty Real)"  | Sylvester                                             | 1978 |

1. ↑  Endast tillgänglig i franska versionen
2. ↑  Omarbetad cover med annan text
3. ↑  Inte tillgänglig i koreanska versionen
4. ↑  Endast tillgänglig i japanska och franska versionerna
5. ↑  Medföljer Just Dance-versionen av sången och originalversionen
6. ↑  Endast tillgänglig i Benelux-regionen

## Kids Mode
Följande sånger förekommer i Kids Mode:
| Sång                     | Artist                                                 | År   |
| ------------------------ | ------------------------------------------------------ | ---- |
| "Dance of the Mirlitons" | The Just Dance Orchestra (Pjotr Tjajkovskij)           | 1892 |
| "Fearless Pirate"        | Marine Band (The Yetties)                              | 2003 |
| "Funky Robot"            | Dancing Bros (Tom Haines & Christopher Branch)         | 2006 |
| "Get on the Fire Truck"  | The Step Brigade (as made famous by Terry Devine-King) | 2020 |
| "Jungle Dances"          | The Sunlight Shakers                                   | 2019 |
| "Kitchen Kittens"        | Cooking Meow Meow                                      | 2019 |
| "Monsters of Jazz"       | Groove Century (Jacky Arthur, Harold Geller)           | 2015 |
| "My Friend the Dragon"   | The Just Dance Orchestra                               | 2019 |

1. 1 2  Tidigare förekommit i Just Dance 2021
2. 1 2  Tidigare förekommit i Just Dance 2018
3. 1 2 3  Tidigare förekommit i Just Dance 2020
4. ↑  Tidigare förekommit i Just Dance 2019

## Just Dance Unlimited
| Sång                             | Artist                            | År   | Lanseringsdatum                                                                |
| -------------------------------- | --------------------------------- | ---- | ------------------------------------------------------------------------------ |
| "Koi"                            | Gen Hoshino                       | 2016 | 4 november 2021 (Japan & Frankrike) 13 januari 2022 (Världen)                  |
| "Shoutout"                       | Lisa Pac                          | 2021 | 4 november 2021 (Tyskland) 13 januari 2022 (Världen)                           |
| "À la Folie"                     | Julien Granel and Léna Situations | 2021 | 4 november 2021 (Frankrike) 20 januari 2022 (Världen)                          |
| "Waterval"                       | K3                                | 2021 | 9 december 2021 (Benelux Region) 27 januari 2022 (Worldwide)                   |
| "Princess"                       | Jam Hsiao                         | 2009 | 18 november 2021 (Sydöstasien, Hongkong, och Taiwan) 3 february 2022 (Världen) |
| "Positions"                      | Ariana Grande                     | 2020 | February 17, 2022 (ursprunglig lansering) March 3, 2022 (exklusiv till JDU)    |
| "Montero (Call Me by Your Name)" | Lil Nas X                         | 2021 | 17 mars 2022                                                                   |
| "Kiss Me More"                   | Doja Cat featuring SZA            | 2021 | 24 mars 2022                                                                   |
| "Follow the White Rabbit"        | Madison Beer                      | 2021 | 31 mars 2022                                                                   |
| "Bad Habits"                     | Ed Sheeran                        | 2021 | 2 juni 2022 (urspruinglig lansering) 16 juni 2022 (exklusiv till JDU)          |
| "Daisy"                          | Ashnikko                          | 2020 | 30 juni 2022                                                                   |
| "Malibu"                         | Kim Petras                        | 2020 | 7 juli 2022                                                                    |
| "Break My Heart"                 | Dua Lipa                          | 2020 | 12 juli 2022                                                                   |

1. 1 2 3 4 5  World Tour Event[21]
2. ↑  Sången är även tillgänglig som exlusiv i japanska och franska utgåvor
3. ↑  Sången är även tillgänglig som exklusiv i tysk utgåva
4. ↑  Sången är även tillgänglig som exlusiv i fransk utgåva
5. ↑  sången är även tillgänglig i Benelux regioner av utgåvan
6. ↑  Sången är även tillgänglig som exkuliv i sydöstasien, Hongkong och Taiwanese
7. ↑  Förerkommer även i kinesiska utgåvan av Just Dance 2020
8. ↑  Var tidigare tillgänglig att spela fram till 3 mars 2022, men är numera exlusiv efteråt
9. 1 2 3 4  Season 1: Astral
10. 1 2 3  Var tidigare tänkt att ingå i spelet
11. ↑  Tidigarer tillgänglig att spela fram till 16 juni 2022, men är numera exlusiv efteråt
12. 1 2 3 4  Season 2: Surreal